# Meu Erro (álbum)
Meu Erro é o oitavo álbum de estúdio da banda de forró eletrônico Mulheres Perdidas, lançado em 30 de novembro de 2009 de forma independente. 
| N.º            | Título                 | Duração  |  |
| 1.             | "Meu Erro"             | 3:21     |  |
| 2.             | "É Bonita, É Bandida"  | 3:12     |  |
| 3.             | "Tarde Demais"         | 3:27     |  |
| 4.             | "Louco Coração"        | 3:28     |  |
| 5.             | "Impossível de Ser"    | 3:57     |  |
| 6.             | "Tudo Acaba Na Cama"   | 2:42     |  |
| 7.             | "Vem Me Amar"          | 2:54     |  |
| 8.             | "Atraso Na Pensão"     | 3:24     |  |
| 9.             | "O Que Houve Contigo?" | 3:08     |  |
| 10.            | "Porre de Amor"        | 3:46     |  |
| 11.            | "Melhor Assim"         | 3:58     |  |
| 12.            | "Sonho ou Verdade?"    | 4:04     |  |
| 13.            | "Sonho e Fantasia"     | 3:42     |  |
| 14.            | "Anjo"                 | 2:44     |  |
| 15.            | "É Sofrer Demais"      | 3:28     |  |
| 16.            | "Saudade Dói"          | 3:44     |  |
| 17.            | "Canequinho de Couro"  | 3:09     |  |
| 18.            | "Se Liga Meu"          | 3:27     |  |
| Duração total: | Duração total:         | 01:01:20 |  |